# Estroncioborita
L'estroncioborita és un mineral de la classe dels borats. Rep el seu nom en al·lusió a la seva composició: un borat d'estronci. Durant molts anys va ser un mineral desacreditat per la IMA degut a algunes incongruències amb l'estructura i la fórmula química, però l'any 2020 va tornar a ser acceptat com a espècie vàlida.

## Característiques
L'estroncioborita és un borat de fórmula química SrB₈O₁₁(OH)₄ que cristal·litza en el sistema monoclínic. Va ser publicada a la revista internacional Mineralogical Magazine per Igor V. Pekov et al. en el mes de desembre de 2024 amb el títol «Strontioborite: revalidation as a mineral species and new data».
Segons la classificació de Nickel-Strunz, l'estroncioborita pertany a «06.FC - Filohexaborats» juntament amb els següents minerals: tunel·lita, nobleïta, estroncioginorita, ginorita i fabianita.
Les mostres que van servir per a determinar l'espècie, el que es coneix com a material tipus, es troben conservades a les col·leccions del Museu Mineralògic Fersmann, de l'Acadèmia de Ciències de Rússia, a Moscou (Rússia), amb els números de registre: 69851 i st-7069.

## Formació i jaciments
L'estroncioborita ha estat descrita només a la seva localitat tipus, al Kazakhstan, on va ser trobada a roques d'halita amb bischofita, magnesita, anhidrita, halurgita, boracita, ginorita i celestina formant cristalls semblants a escames o bé tabulars, incolors, de fins a 2 mm de diàmetre.